# 1866년 미국 상원의원 선거
1866년 미국 상원의원 선거는 1866년 각 주에서 2명씩 상원의원을 선출했다

## 배경
1864년 미국 대통령 선거에서, 에이브러햄 링컨 대통령의 공화당 주류와, 노예제 인정을 통한 평화를 주장하는 민주당 주류에 반대해 나온 평화민주당 세력은, 국민연합당이라는 이름 하에 공화당 링컨 대통령 후보, 민주당 앤드류 존슨 부통령 후보로 단일화를 통해 선거에서 승리한다.
그러나 1865년 4월 14일, 링컨 대통령이 암살되고 존슨 부통령이 대통령직을 승계하면서, 대선은 공화당이 승리했으나 민주당 정부가 들어서는 상황이 발생한다

## 선거 결과
| 정당   | 의석 수 |
| ------ | ------- |
| 공화당 | 57석    |
| 민주당 | 9석     |